# Karel Rachůnek
Karel Rachůnek (ur. 27 sierpnia 1979 w Gottwaldovie, zm. 7 września 2011 w Jarosławiu) – czeski hokeista. Reprezentant Czech.

## Życiorys
- HC Zlín (1995–1999)
  -  HC Prostějov (1998)
- Grand Rapids Griffins (1999–2000)
  -  Ottawa Senators (2000–2003)
  -  Łokomotiw Jarosław (2002)
  -  Binghamton Senators (2002)
  -  New York Rangers (2004)
- Znojemští Orli (2004–2005)
- Łokomotiw Jarosław (2005–2006)
- New York Rangers (2006–2007)
- New Jersey Devils (2007–2008)
- Dinamo Moskwa (2008–2010)
- Łokomotiw Jarosław (2010–2011)

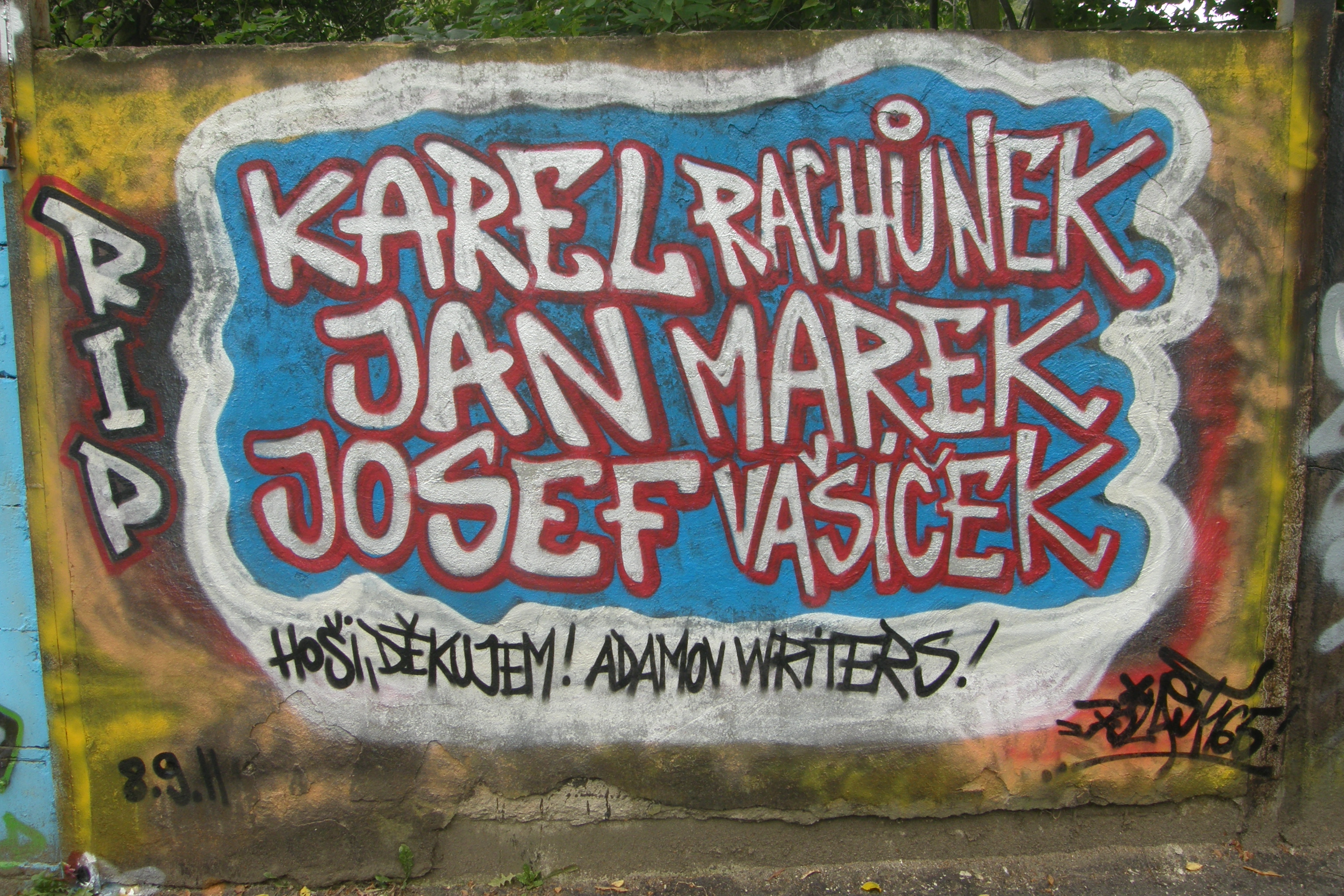
Graffiti w Adamovie w Czechach poświęcone Vašíčkowi oraz dwóm innym czeskim hokeistom – ofiarom katastrofy lotniczej w 2011, Janowi Markowi i Josefowi Vašíčkowi

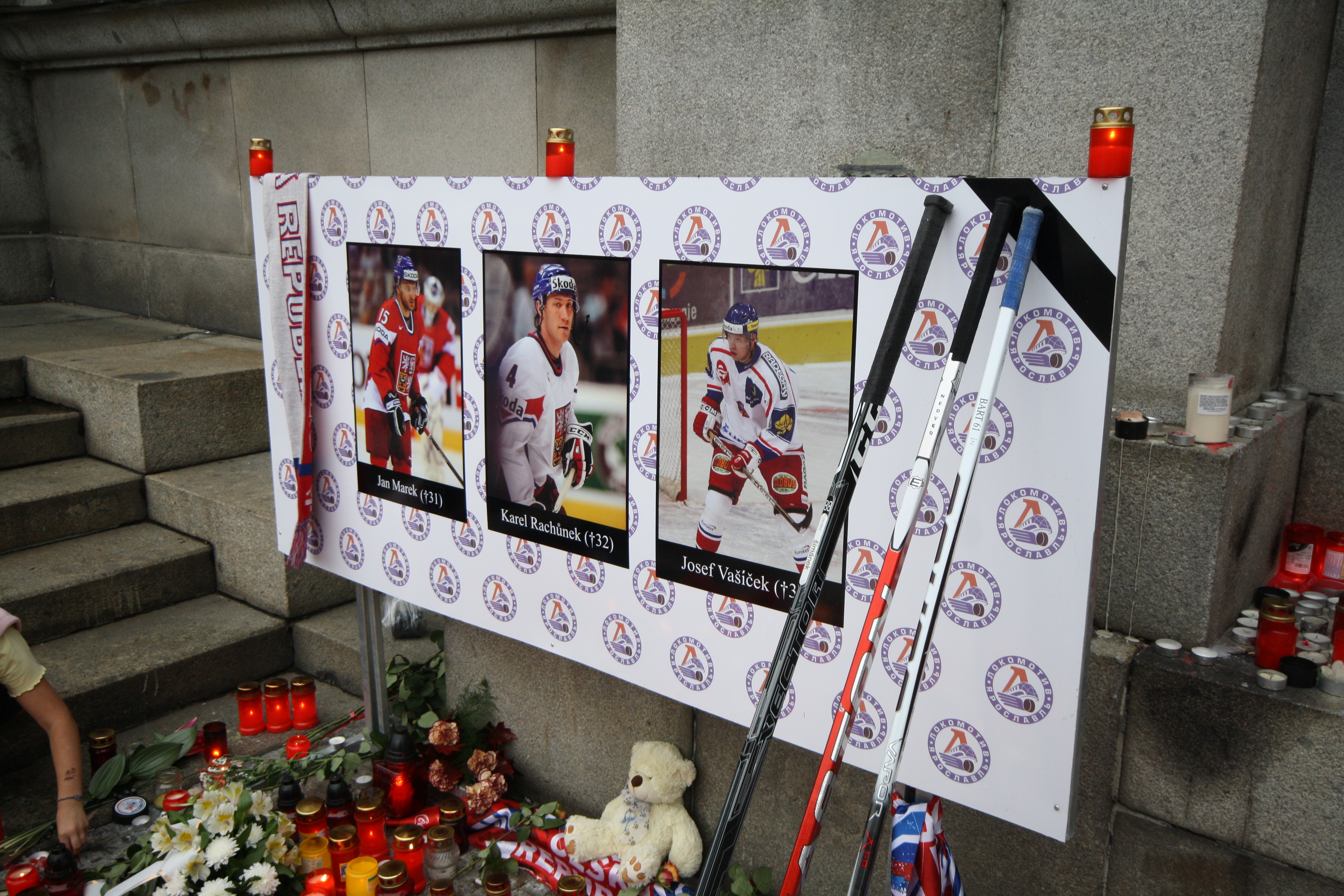
Plansza w Libercu upamiętniająca trzech czeskich hokeistów, ofiary katastrofy lotniczej w 2011

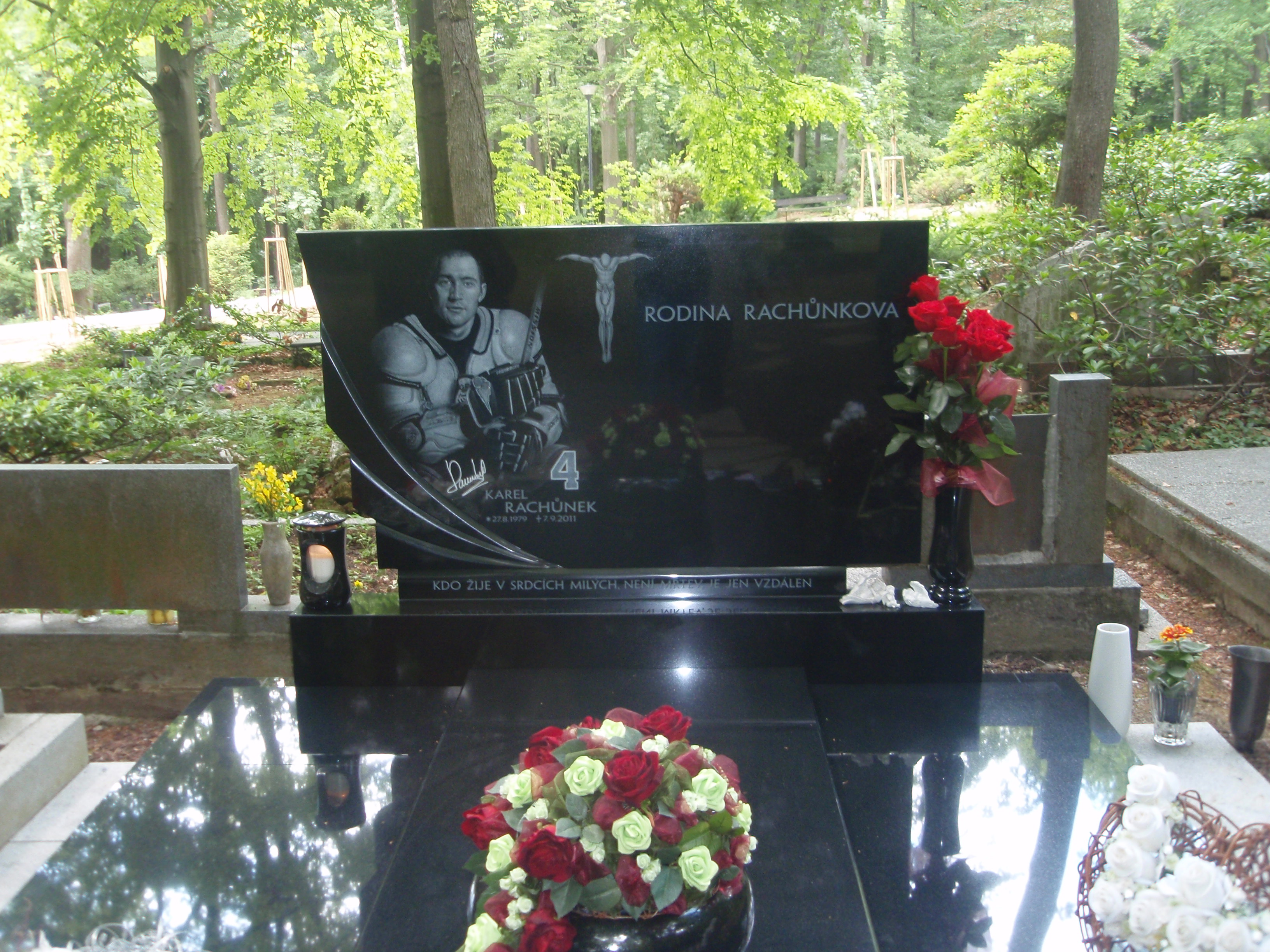
Grób Karela Rachůnka w Zlinie

Urodził się w Gottwaldovie w Czechosłowacji (obecnie Zlin w Czechach). Był wychowankiem klubu HC Zlín i reprezentantem Czech. W czasie swojej kariery występował w najlepszych ligach świata: NHL i KHL.
Równolegle uprawiał także hokej na rolkach (ang. inline-hockey) i w ramach tej dyscypliny odnosił sukcesy z reprezentacją Czech (wspólnie z nim występował m.in. jego rodak Martin Vozdecký).
Uczestniczył w turniejach mistrzostw świata w 2009, 2010, 2011.
Od 2010 roku zawodnik rosyjskiego klubu Łokomotiw Jarosław. Był kapitanem drużyny. Zginął 7 września 2011 w katastrofie samolotu pasażerskiego Jak-42D w pobliżu Jarosławia. Wraz z drużyną leciał do Mińska na inauguracyjny mecz ligi KHL sezonu 2011/12 z Dynamem Mińsk. Został pochowany 14 września 2011 w rodzinnym Zlinie.
Po jego śmierci czeska federacja zastrzegła na zawsze dla reprezentantów seniorskiej kadry Czech numer 4, z jakim występował na koszulce (zastrzeżono także numery, z którymi występowali dwaj inni czescy hokeiści – ofiary katastrofy: Jan Marek i Josef Vašíček).
W sezonie 2011/2012 czeskiej ekstraligi jego rodzima drużyna PSG Zlín występowała w koszulkach, na których widniał emblemat serca z wpisanym w nie inicjałem hokeisty „KR”.
Miał żonę Kateřinę i syna Matěja. Jego bracia Ivan (ur. 1981) i Tomáš (ur. 1991) również są hokeistami na pozycjach napastników. Od 2011 do 2012 razem występowali w drużynie Sparty Praga Ekstraligi czeskiej. W kwietniu 2012 Ivan nadał swojemu nowo narodzonemu synowi imię Karel na cześć swojego zmarłego brata. Od czerwca Tomas jest zawodnikiem HC Lev Praga.
9 listopada 2012 roku w Zlínie odbył się mecz towarzyski PSG Zlín – Łokomotiw Jarosław, zorganizowany dla uczczenia pamięci Karela Rachůnka. Przed meczem w hali im. Luďka Čajky zawieszono koszulkę klubową z numerem 4 i nazwiskiem zawodnika. Spotkanie rozpoczął symbolicznie 4,5-letni syn Matěj. Mecz zakończył się zwycięstwem drużyny z Rosji 1:4, a w barwach PSG gościnnie wystąpili dwaj młodsi bracia Karela: Ivan i Tomáš.

## Sukcesy
Reprezentacyjne
- Złoty medal mistrzostw Świata: 2010
- Brązowy medal mistrzostw świata: 2011

Klubowe
- Srebrny medal mistrzostw Rosji: 2009 z Dinamo Moskwa
- Puchar Spenglera: 2008 z Dinamo Moskwa
- Brązowy medal mistrzostw Rosji: 2011 z Łokomotiwem

Indywidualne
- Superliga rosyjska w hokeju na lodzie (2004/2005):
  - Złoty Kask (przyznawany sześciu zawodnikom wybranym do składu gwiazd sezonu)
- KHL (2008/2009):
  - Najlepszy obrońca miesiąca – grudzień 2008
  - Mecz Gwiazd KHL
  - Pierwsze miejsce w klasyfikacji strzelców wśród obrońców w fazie play-off: 4 gole
  - Czwarte miejsce w klasyfikacji kanadyjskiej wśród obrońców w fazie play-off: 8 punktów
- KHL (2009/2010):
  - Mecz Gwiazd KHL
  - Czwarte miejsce w klasyfikacji strzelców wśród obrońców w sezonie zasadniczym: 10 goli
- KHL (2010/2011):
  - Mecz Gwiazd KHL
  - Piąte miejsce w klasyfikacji asystentów w sezonie zasadniczym: 35 asyst
  - Drugie miejsce w klasyfikacji asystentów wśród obrońców w sezonie zasadniczym: 35 asyst
  - Pierwsze miejsce w klasyfikacji kanadyjskiej wśród obrońców w sezonie zasadniczym: 46 punktów
  - Nagroda dla najlepiej punktującego obrońcy: 46 punktów (11 goli i 35 asyst)
  - Najlepszy obrońca miesiąca – luty 2011 i Półfinały konferencji
  - Piąte miejsce w klasyfikacji strzelców w fazie play-off: 8 goli
  - Pierwsze miejsce w klasyfikacji strzelców wśród obrońców w fazie play-off: 8 goli
  - Pierwsze miejsce w klasyfikacji kanadyjskiej wśród obrońców w fazie play-off: 13 punktów
  - Drugie miejsce w klasyfikacji +/- w fazie play-off: +11

Wyróżnienia
- Galeria Sławy czeskiego hokeja na lodzie: 2011 (pośmiertnie)